# Bucey-lès-Gy
Bucey-lès-Gy är en kommun i departementet Haute-Saône i regionen Bourgogne-Franche-Comté i östra Frankrike. Kommunen ligger i kantonen Gy som tillhör arrondissementet Vesoul. År 2022 hade Bucey-lès-Gy 579 invånare.

## Befolkningsutveckling
Antalet invånare i kommunen Bucey-lès-Gy
| Referens: INSEE |